# جون بينغهام بيرغ
جون بينغهام بيرغ (بالإنجليزية: June Bingham Birge)‏ هي كاتِبة أمريكية، ولدت في 20 يونيو 1919 في وايت بلينس في الولايات المتحدة، وتوفيت في 21 أغسطس 2007 بسبب سرطان.